# Amberg
Pour les articles homonymes, voir Amberg (homonymie).
Amberg (prononcé en allemand : [ˈambɛrk] ) est une ville allemande, située dans le Land de Bavière, en Allemagne. Elle se trouve dans le district du Haut-Palatinat, à l'est du Land. C'est une ville-arrondissement (kreisfreie Stadt), ou ville indépendante. Elle compte 41 994 habitants au 31 décembre 2021.
Amberg est également la préfecture du Landkreis d'Amberg-Sulzbach.

## Géographie
Amberg se situe sur la rivière Vils, à environ 60 km de Nuremberg.
On y trouve la brasserie Brauerei Winkler.

## Histoire
| Appartenances historiques Margraviat de Hohenburg 1000–1258 Duché de Haute-Bavière 1258–1329 Palatinat du Rhin 1329–1803 Électorat de Bavière 1803–1806 Royaume de Bavière 1806–1871 Empire allemand 1871-1918 République de Weimar 1918–1933 Reich allemand 1933–1945 Allemagne occupée 1945–1949 Allemagne de l'Ouest 1949–1990 Allemagne 1990-présent |

Amberg a été mentionnée pour la première fois dans un document en 1034 comme « Ammenberg ». Au Moyen Âge, c'était un point de transbordement important sur la Vils de marchandises, notamment pour le fer et le minerai de fer. Entre le XIVe et le XVIIe siècle, la région d'Amberg était l'un des foyers majeurs de l'exploitation minière dans le Haut-Palatinat. Les fonderies y étaient nombreuses. Ensuite, le fer était expédié par la Vils à Ratisbonne. Sur le chemin du retour - les bateaux étaient tirés en amont par des chevaux de trait sur les chemins de halage - on chargeait du sel. Les noms de rue tels que Salzstadelplatz, Salzgasse, Hallplatz rappellent ce commerce du sel. La première charte de ville est connue à partir de 1294.
La ville a joué un rôle commercial important sur la route Nuremberg-Prague aux XIVe et XVe siècles comme en témoignent les nombreuses maisons bourgeoises de la ville ancienne, dans les remparts.
Le 24 août 1796, les abords de la ville sont devenus le lieu d'une bataille de la Guerre de Coalition, le combat d'Amberg est entré dans les livres d'Histoire. L'archiduc Charles d'Autriche y a vaincu l'armée française sous le commandement du général Jourdan.

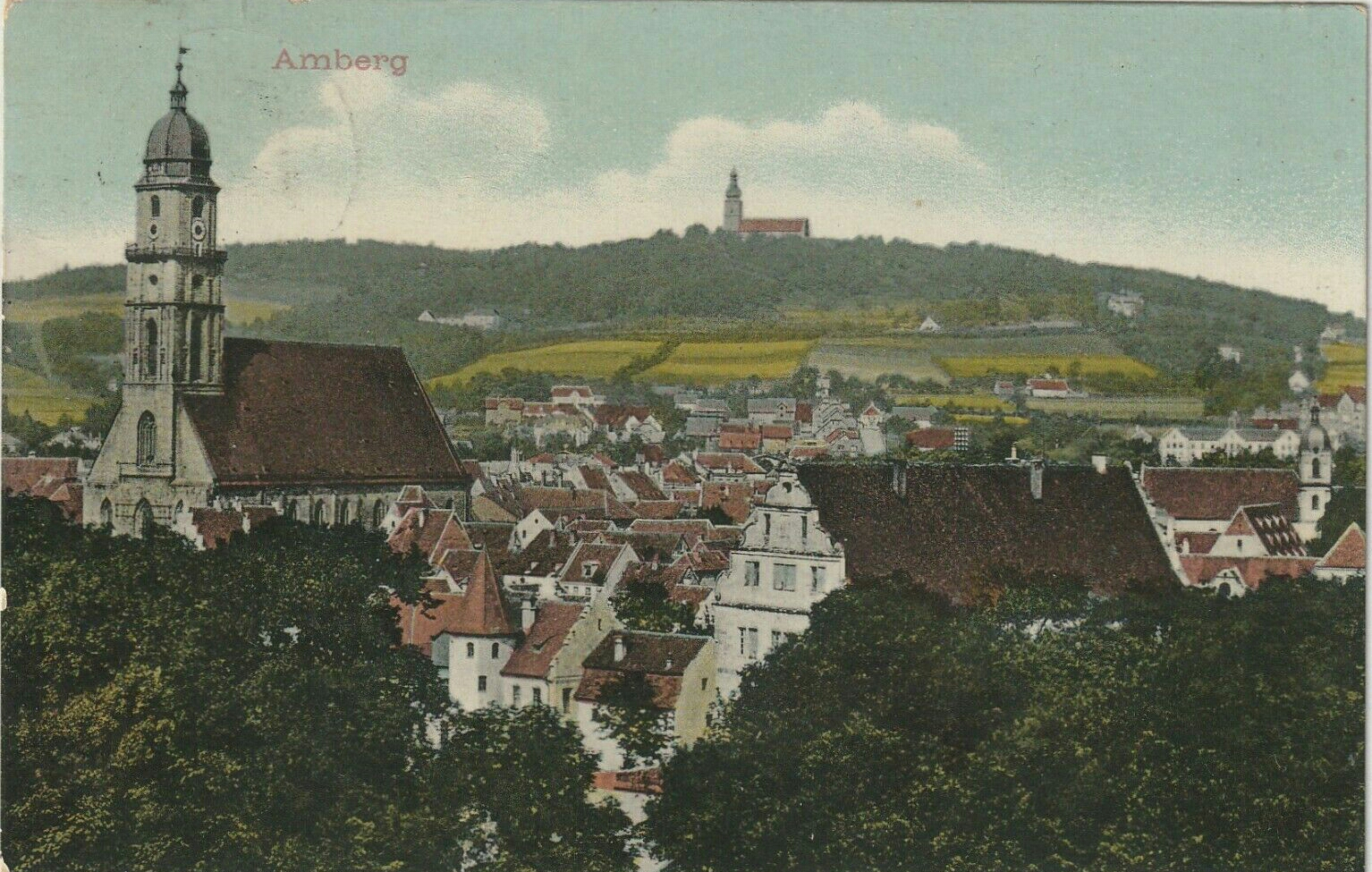
Vue d'Amberg en 1911, avec l'église Saint-Georges au premier plan.

## Patrimoine architectural
- Basilique Saint-Martin d'Amberg
- Couvent Saint-Augustin d'Amberg
- Église Saint-Augustin d'Amberg (Schulkirche) de style rococo.
- Église Saint-Georges d'Amberg
- Tour de Nabburg (Renaissance)

## Personnalités nées à Amberg
- Andreas Hilpert (1837-1893), homme politique.
- Hans Baumann (1914-1988), auteur de livres pour la jeunesse et poète officiel des Jeunesses hitlériennes.
- Helmut Rix (1926-2004), linguiste, spécialiste des langues indo-européennes et de l'étrusque.
- Barbara Meier (1986- ), mannequin allemand.
- Sara Däbritz (1995- ), footballeuse internationale allemande évoluant au poste de milieu de terrain au Paris Saint-Germain.
- Stefan Oster (1965-), évêque de Passau.

## Jumelages
La ville de Amberg est jumelée avec :
- Bad Bergzabern (Allemagne) depuis 1952 ;
- Périgueux (France) depuis 1965 ;
- Bystrzyca Kłodzka (Pologne) depuis 1988 ;
- Desenzano del Garda (Italie) depuis 2006 ;
- Trikala (Grèce) ;
- Ústí nad Orlicí (Tchéquie).